# Port sud de Peleliu
Le port sud de Peleliu est un port aménagé à l'extrémité sud de l'île principale de l'État de Peleliu.
La construction du port a entrainé le rattachement de l'île de Telkakl à l'île principale de Peleliu.
Le port permet de relier l’État de Peleliu à l’État de d'Angaur et fait face au passage d'Angaur.

## Sources